# Downtown Jacksonville

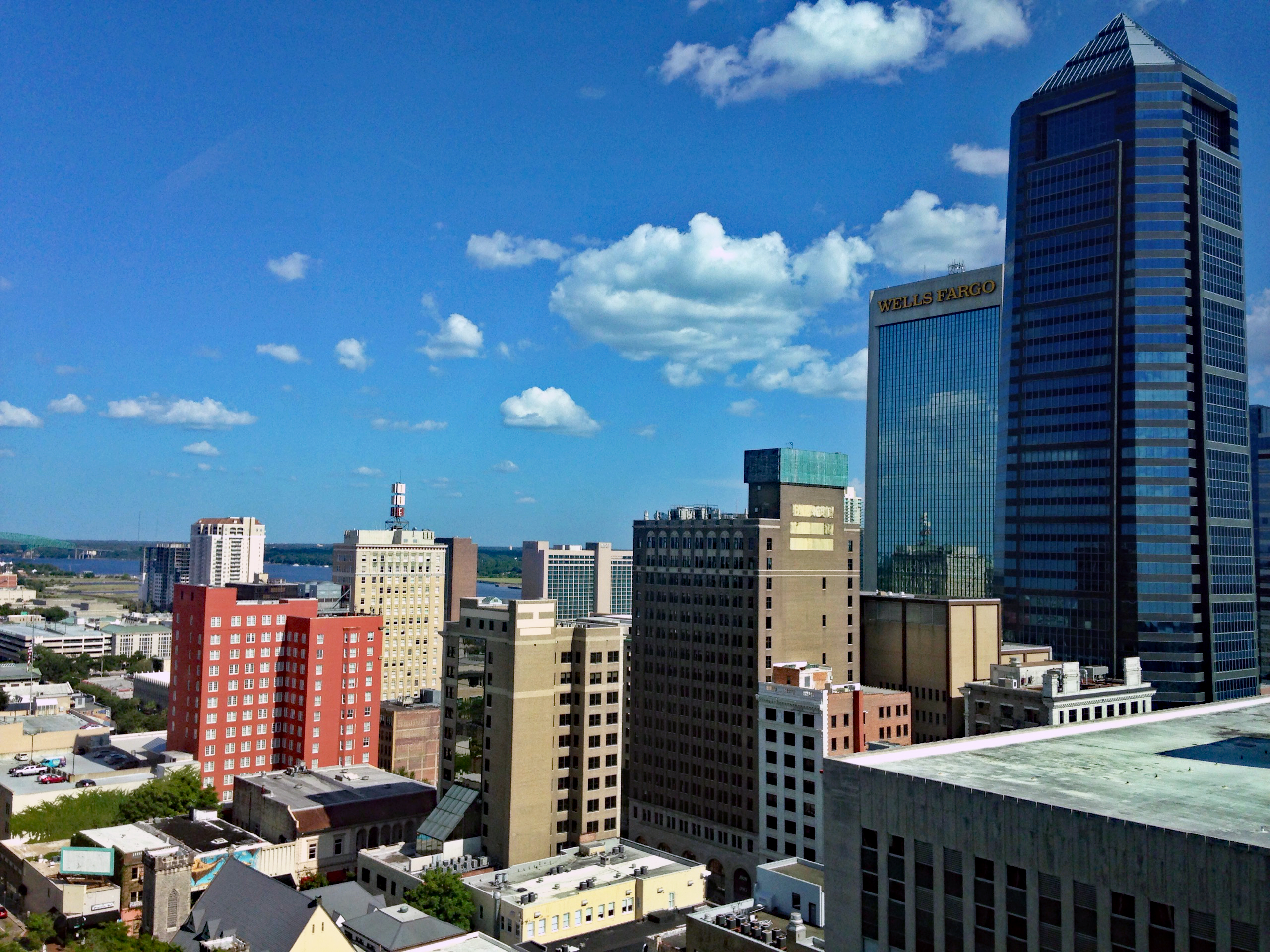
Blick auf die Skyline von Downtown Jacksonville

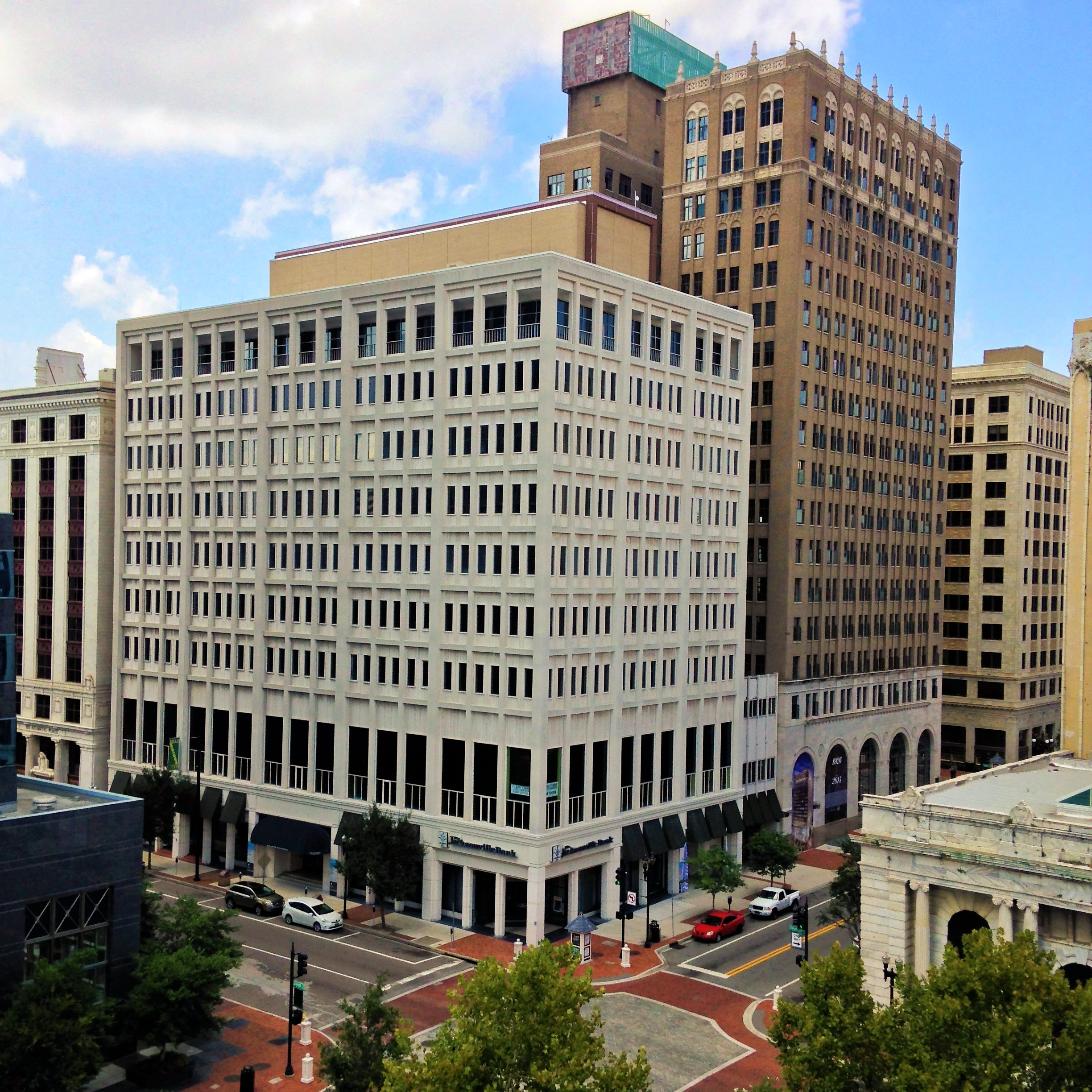
Blick auf die Skyline von Downtown Jacksonville

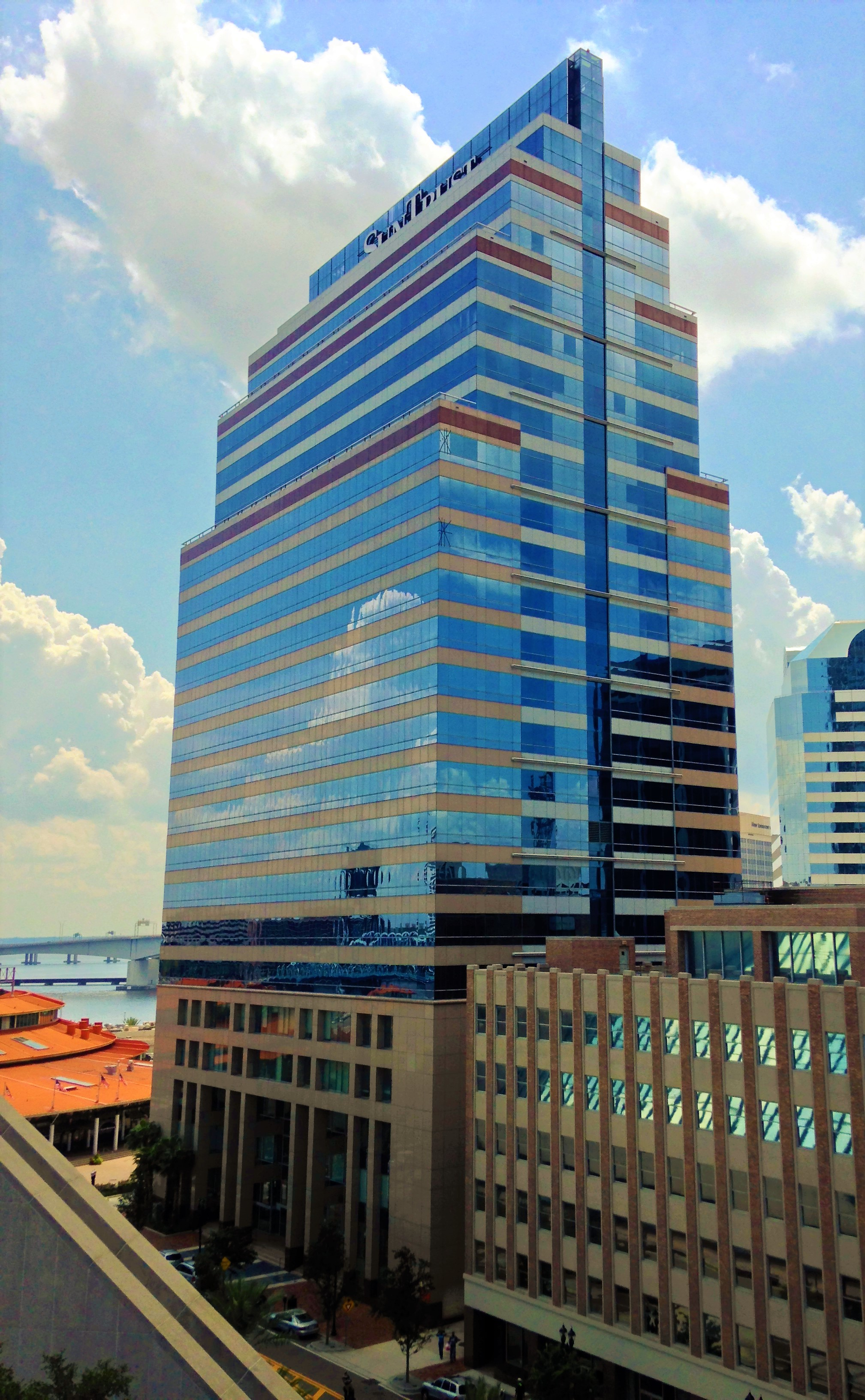
SunTrust Tower von Downtown Jacksonville

Downtown Jacksonville ist die Innenstadt von Jacksonville in Florida. Sie befindet sich ungefähr im geographischen Mittelpunkt des ausgedehnten Stadtgebietes und der Ortsteil stellt das historische Gründungsgebiet der Jacksonville dar. Heute befindet sich dort das politische Zentrum sowohl der Stadt als auch des County Duval. Darüber hinaus ist Downtown Jacksonville der Sitz zahlreicher kultureller und wirtschaftlicher Institutionen. Der Northbank District ist ein Stadtteil von Jacksonville, der der Innenstadt angehört, in dem eine Vielzahl von Banken, Versicherungen und anderen Finanzinstitutionen ansässig ist. Beeindruckende Gebäude sind die EverBank Center, Riverplace Tower, SunTrust Tower sowie die Wells Fargo Center. Bekanntestes Gebäude des Viertels ist jedoch die Bank of America Tower.

## Sehenswürdigkeiten
- Bank of America Tower
- Baseball Grounds of Jacksonville
- Bisbee Building
- CSX Transportation Building
- EverBank Center
- EverBank Field
- FIS Headquarters Building
- Florida Life Building
- Hemming Park
- Jacksonville Landing
- Jacksonville Riverwalk
- Jacksonville Veterans Memorial Arena
- Laura Street
- Laura Street Trio
- Old Florida National Bank
- Riverplace Tower
- St. James Building
- SunTrust Tower
- Wells Fargo Center